# Герб комуни Сала
Герб комуни Сала (швед. Sala kommunvapen) — символ шведської адміністративно-територіальної одиниці місцевого самоврядування комуни Сала. 

## Історія
Від XVІI століття Сала використовувало власний герб. Хоча його не згадує королівський привілей, виданий для міста 1624 року, але на документах з 1631 року подана печатка з двома перехрещеними гірничими інструментами. Пізніше до них додано ще зображення півмісяця.
Герб торговельного містечка (чепінга) Сала отримав королівське затвердження 1953 року.   
Після адміністративно-територіальної реформи, проведеної в Швеції на початку 1970-х років, муніципальні герби стали використовуватися лишень комунами. Цей герб був 1971 року перебраний для нової комуни Сала.
Герб комуни офіційно зареєстровано 1974 року.

## Опис (блазон)
У синьому полі скошені навхрест два різні срібні гірничі молотки, над якими такий же півмісяць ріжками праворуч.

## Зміст

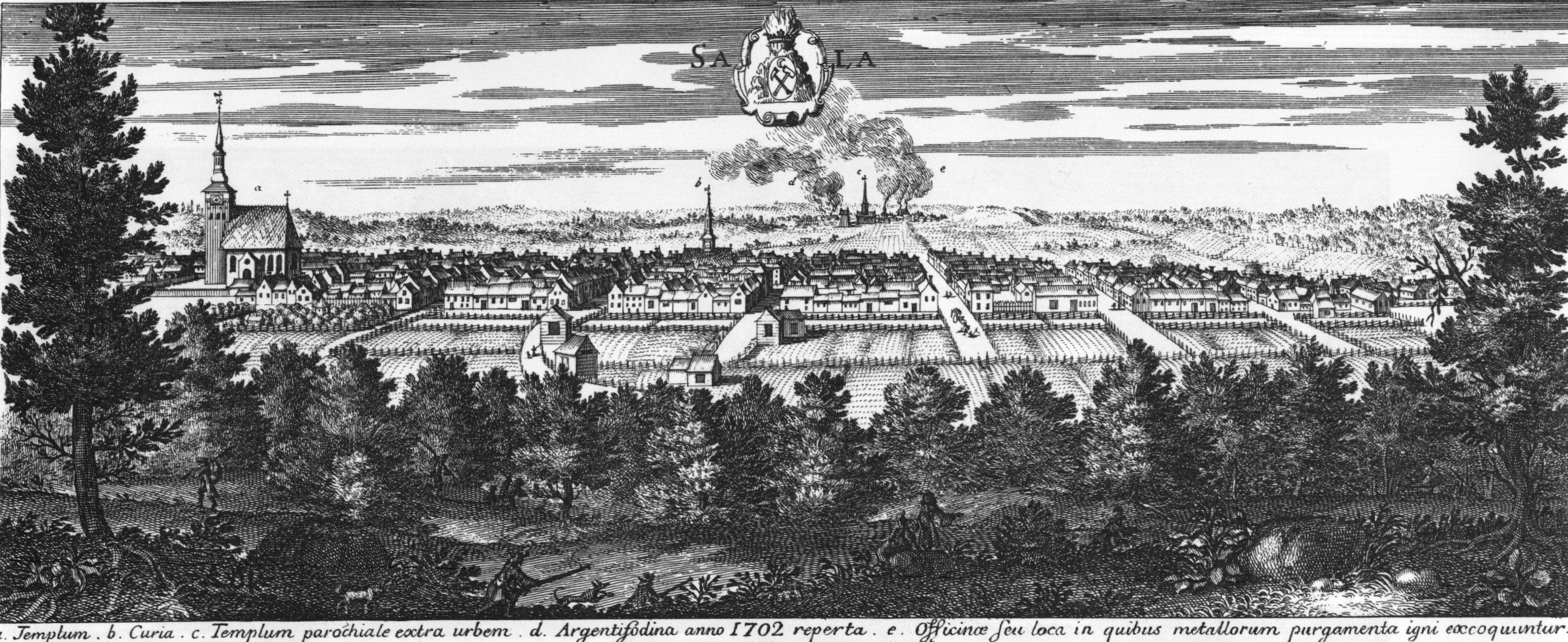
Герб на гравюрі з панорамою міста Сала (біля 1700 р.)

Сюжет герба відомий ще з печатки міста Сала з 1631 року. Гірські знаряддя символізують видобувну галузь. Місяць є алхімічним знаком для срібла. Зображення герба уособлює шахту срібла в Сала, яка становила велике значення для королівства.